# Scotopteryx extradentata
Scotopteryx extradentata là một loài bướm đêm trong họ Geometridae.